# Gustaf Eklund (regeringsråd)
Carl Gustaf Eklund, född 10 mars 1894 i Gunnilbo församling, Västmanlands län, död 23 juni 1964 i Oscars församling, Stockholm, var en svensk jurist och ämbetsman.
Eklund avlade juris kandidatexamen vid Stockholms högskola 1918. Han gjorde tingstjänstgöring 1918–1921 och utnämndes till assessor i Svea hovrätt 1925 och till fiskal 1929. Han blev extra ledamot för lagärenden i Justitiedepartementet 1930, hovrättsråd 1931, tillförordnad expeditionschef i Försvarsdepartementet 1931, expeditionschef i Justitiedepartementet 1933 och statssekreterare där samma år. Han blev revisionssekreterare 1933 och var regeringsråd 1935–1961.
Eklund var ordförande i styrelsen för Stiftelsen Serafimerlasarettet från 1939, blev vice ordförande i Riksvärderingsnämnden 1940 och var dess ordförande från 1961, samt ordförande i Inskrivningsrådet från 1954. Han var bror till Rudolf Eklund. Bröderna är begravda på Norra begravningsplatsen utanför Stockholm.